# Bastidor
Bastidor (em inglês, wiring closet) é um "armário" onde estão guardados os equipamentos seguros por parafusos (switch, patch panels, routers etc) e onde terminam todos os cabos que vêm das tomadas nas calhas. Normalmente encontrados em edifícios institucionais, como escolas e escritórios, onde são feitas conexões elétricas. 
O seu uso mais comum é para uma rede de computadores, onde pode ser chamado de Sala de Distribuição de Fios (PWD). Em uma LAN Ethernet, é no wiring closet que o patch panel e o hub devem ser instalados. O bastidor deve ser grande o suficiente para acomodar todo o equipamento e cabeamento que será colocado nele e ainda dispor de espaço extra para acomodar expansões futuras. Naturalmente, o tamanho do wiring closet vai variar com o tamanho da LAN e segundo o tipo de equipamento necessário para operá-la.
Nos bastidores também se incluem:
- Sistemas de alarme
- Quadro de distribuição
- Sistemas de vídeo como a TV
- Routers Ethernet, comutadores, Firewalls
- Terminações fibra ótica
- Patch Pannels
- Wireless access points